# Сірий (фільм)
«Сірий» (англ. The Grey, інші назви — «Сірі», «Сутичка») — американська пригодницька драма режисера Джо Карнагана (також продюсер і сценарист), що вийшла 2011 року. У головних ролях Ліам Нісон, Френк Ґрілло.
Сценарій картини також написав Іен Маккензі Джеферс, продюсерами були Джус Дейлі, Міккі Лідделл, Рідлі Скотт. Уперше фільм продемонстрували 11 грудня 2011 року в США. В Україні в кінопрокаті фільм не демонструвався.
Фільм має відкритий фінал, адже присутня сцена після титрів, де важко зрозуміти чи загинув герой Ліама Нісона.
Переклад та озвученя українською мовою зроблено студією «1+1».

## Сюжет
Джон Оттвей працює снайпером на нафтовидобувну компанію, потужності якої розташовані на Алясці. Його робота полягає в тому, щоб захищати нафтовиків від тутешніх хижаків, в основному вовків. Сам Джон переживає життєву кризу і знаходиться в кроці від того, щоб вчинити самогубство. Проте він знаходить в собі сили не робити цього напередодні вильоту додому. Тим не менш випробування для нього та решти працівників компанії тільки починаються, коли в польоті виникають проблеми з літаком. Зрештою повітряне судно падає, а вціліти вдається не тільки Джону, а ще сімом його колегам - Піту Генріку, Джону Діасу, Джерому Талгету, Тодду Фленнері, Джексону Берку та Ернандесу. При цьому на їх очах від численних поранень помирає Люк Левенден. Однак оплакувати смерть товариша у них просто немає часу, оскільки всі вони опинилися в богом забутому місці, де від холоду та браку їжі їх теж чекає смерть. З часом Джон виявляє ще більшу загрозу - зграю вовків, яких привабив запах крові від жертв авіакатастрофи. Як професійний мисливець він повідомляє решті вцілілих, що їх становище геть критичне. Скоріш за все вони знаходяться в межах території, де зазвичай полює ця зграя вовків. І тепер люди становлять для них загрозу, що провокуватиме хижаків атакувати непроханих гостей. Спочатку ніхто не зважає на слова Оттвея, але всі погоджуються з тим, що на ніч потрібно залишати чергових. Проте вже зранку, коли група знаходить рештки Ернандеса, який наглядав за багаттям, доки всі спали, то їх позиція змінюється. Без зайвих вагань Оттвей бере на себе роль лідера та закликає групу негайно залишати місце падіння літака, шукаючи порятунку посеред лісу...

## У ролях
| Актор            | Ім'я персонажа                      | Роль                                      |
| ---------------- | ----------------------------------- | ----------------------------------------- |
| Ліам Нісон       | Джон Оттвей (англ. John Ottway)     | снайпер, що захищає нафтовиків від вовків |
| Френк Ґрілло     | Джон Діас (англ. John Diaz)         | один із нафтовиків                        |
| Дермот Малруні   | Джером Талґет (англ. Jerome Talget) | один із нафтовиків                        |
| Даллас Робертс   | Піт Гендрік (англ. Pete Henrick)    | один із нафтовиків                        |
| Джо Андерсон     | Тодд Фленнері (англ. Todd Flannery) | один із нафтовиків                        |
| Нонсо Анозі      | Джексон Берк (англ. Jackson Burke)  | один із нафтовиків                        |
| Джеймс Бедж Дейл | Люк Лювенден (англ. Luke Lewenden)  | один із нафтовиків                        |
| Бен Ернандес     | Ернандес (англ. Hernandez)          | один із нафтовиків                        |
| Грег Нікотеро    | Дюк Чавіз (англ. Duke Chavis)       | один із нафтовиків                        |
| Енн Опеншоу      | —                                   | дружина Джона Оттвея                      |

## Сприйняття

### Критика
Фільм отримав загалом позитивні відгуки: Rotten Tomatoes дав оцінку 79 % на основі 188 відгуків від критиків (середня оцінка 7/10) і 61 % від глядачів із середньою оцінкою 3,5/5 (158,424 голоси). Загалом на сайті фільми має позитивний рейтинг, фільму зарахований «стиглий помідор» від кінокритиків і «попкорн» від глядачів, Internet Movie Database — 6,8/10 (138 651 голос), Metacritic — 64/100 (35 відгуків критиків) і 6,9/10 від глядачів (340 голосів). Загалом на цьому ресурсі від критиків і від глядачів фільм отримав позитивні відгуки.

### Касові збори
Під час показу в США, що почався 27 січня 2012 року, протягом першого тижня фільм був показаний у 3,185 кінотеатрах і зібрав $19,665,101, що на той час дозволило йому зайняти 1 місце серед усіх тогочасних прем'єр. Показ протривав 84 дні (12 тижнів) і завершився 19 квітня 2012 року. За цей час фільм зібрав у прокаті в США $51,580,236, а у світі — $25,698,095, тобто загалом $77,278,331 при бюджеті $25 млн.

### Нагороди і номінації[11]
| Рік  | Нагорода                 | Категорія                          | Номінант           | Результат  |
| ---- | ------------------------ | ---------------------------------- | ------------------ | ---------- |
| 2012 | Сатурн                   | Найкращий фільм жахів              | фільм              | Номінація  |
| 2012 | Golden Trailer Awards    | Найкращий трилер                   | фільм              | Перемога   |
| 2013 | Fangoria Chainsaw Awards | Найкращий актор                    | Ліам Нісон         | Перемога   |
| 2013 | Fangoria Chainsaw Awards | Найкращий актор другого плану      | Френк Ґрілло       | 3-тє місце |
| 2013 | Fangoria Chainsaw Awards | Найкращий фільм у масовому прокаті | фільм              | 3-тє місце |
| 2013 | Fangoria Chainsaw Awards | Найкраща музика                    | Марк Штрайтенфельд | Номінація  |